# Sphyrospermum xanthocarpum
Sphyrospermum xanthocarpum är en ljungväxtart som beskrevs av Pedraza. Sphyrospermum xanthocarpum ingår i släktet Sphyrospermum och familjen ljungväxter. Inga underarter finns listade i Catalogue of Life.